# Pocoyo
Pocoyo è una serie animata spagnola-britannica realizzata in computer grafica 3D. Creata da David Cantolla, Luis Gallego e Guillermo García Carsi. Fino al 2023, la serie era stata prodotta da Zinkia Entertainment, con le prime due stagioni furono co-prodotte con Granada Kids e la prima fu una co-produzione aggiuntiva con Cosgrove Hall Films, entrambe del Regno Unito. In 2019, la serie diventò una co-produzione con Koyi Talent e dal 2023, la serie viene prodotta singolarmente da Animaj.
La serie animata narra le avventure di un bambino di età prescolare, Pocoyo, il quale sta scoprendo il mondo, accompagnato dagli amici Pato il papero, Elly l'elefantessa, Ronfotto l'uccello (Pajaroto nella versione spagnola) e Loula, una cagnolina. Il suo debutto fu il 7 gennaio 2005 su La 2 in Spagna e il 26 marzo dello stesso anno su CITV nel Regno Unito.
Le storie si svolgono in un ambiente completamente bianco e senza costruzioni: quando appare un oggetto (un albero, una radio, delle costruzioni ecc.), esso è spesso in lontananza e raramente è vicino a qualcos'altro.
Nella versione spagnola la voce narrante della serie è di José María del Río, in quella inglese è di Stephen Fry, nell'edizione italiana è di Marco Balzarotti. Le canzoni dell'edizione italiana sono cantate dai Raggi Fotonici.
Nel 2007 ha ricevuto il premio come miglior produzione televisiva al Festival internazionale del film d'animazione di Annecy.

## Personaggi

Pocoyo in uno dei suoi momenti riflessivi.

- Pocoyo: è un bimbo che veste con un abito ed un cappello color celeste. Ha 4 anni ma non riesce a parlare molto.
- Il Narratore (The Narrator): è una voce fuori campo che parla in tutta la serie, interagendo spesso anche coi personaggi. Pocoyo ha una forte amicizia con il Narratore e lui è sempre felice di sentirlo. Il Narratore è a volte coinvolto negli eventi degli episodi, rendendolo più un personaggio importante che si può solo sentire invece di un semplice e normale narratore.
- Pato: è un papero giallo che indossa un cappellino verde, con un collo estremamente allungabile e snodabile che passa maggior parte dei suoi momenti ad innaffiare fiori.
- Elly: è un'elefantessa rosa che porta sempre con sé il suo zainetto celeste, possiede un monopattino rosa e spesso danza sulle punte come una ballerina mescolando a passi di danza, colpi di karate.
- Loula: è una cagnolina con la pelliccia color miele a macchie viola, fedele amica di Pocoyo.
- Ronfotto (Scarlet "Sleepy" Bird): è un uccellino azzurro con il corpo grosso e tozzo; il suo nome deriva dal fatto che spesso dorme nel suo nido. Nell'episodio 15 della 1ª stagione (La sorpresa di Ronfotto) nasce suo figlio Ronfottino.
- Ronfottino (Baby Bird): è il figlio di Ronfotto, a differenza del padre è molto vivace. Il suo migliore amico è il Bruco.
- Fred il Polpo: è un polpo rosso con solo quattro tentacoli, ed è un amante del canto. Riesce a far ridere facilmente i suoi amici con le sue battute ma qualche volta prende le cose seriamente.
- Il Bruco (Caterpillar): è amica di Ronfottino, è un bruco giallo con un fiocco azzurro in testa, ha una cotta per il Marziano Furioso.
- La Balena (Whale): è una balena grigio-bianca ed è un'amica di Fred. Possiede una straordinaria abilità nel canto come il Polpo.
- Nina: è una bambina introdotta nella quarta stagione. È identica a Pocoyo tranne dal fatto che è vestita di verde, ha due orecchie che le spuntano dal cappello e i capelli rossi.
- Roberto: è il robot di Nina, può essere utile quando hai bisogno di qualcosa da sapere ma può essere anche molto pericoloso, in caso di un malfunzionamento.
- Il Marziano Furioso (Angry Alien): è un alieno venuto dallo spazio. È considerato una sorta di cattivo del cartone dato che vuole conquistare il Mondo di Pocoyo, ma ogni volta che ci prova, non gli riesce mai.
- Bea: è la sorella minore di Pocoyo, introdotta nella quinta stagione. Si veste principalmente di giallo come i suoi capelli e ha un fiore blu sulla sua testa. Lei è molto caotica, il che disturba Pocoyo con le sue marachelle. Nonostante questo, Pocoyo è protettivo nei suoi confronti come se fosse un fratello maggiore. Originalmente lei si chiamava Pocoyina quando la quinta stagione fu annunciata.

## Edizione italiana

### Doppiaggio
| Personaggio  | Doppiatore originale | Doppiatore italiano                               |
| ------------ | --- | ------------------------------------------------- |
| Pocoyo       | Alex Marty (st.1) Montana Smedley (st.2) Isabella Foy (st.3) Gigi Hart (st.4 parte uno) Kai Melogno (st.4 parte due; st.5-) | Francesca Sandri (st.1-2) Luca Tesei (st.3-)      |
| Pato         | - non disponibile - | Simona Biasetti                                   |
| Elly         | - non disponibile - | Maura Marienghi                                   |
| Ronfotto     | - non disponibile - | Manuela Scaglione                                 |
| Il Narratore | Stephen Fry (voce inglese, st.1-2) Stephen Hughes (voce inglese, st.3-) José María del Río (voce spagnola)                  | Marco Balzarotti (st.1-2) Leslie La Penna (st.3-) |

## Episodi
La serie si compone di cinque stagioni: le prime tre da 52 episodi ciascuno, la quarta da 53 puntate (divisa in due parti da 26 e 27 puntate rispettivamente) e la quinta da 52 puntate (divisa in cinque parti da 13, 7, 6, 10 e 16 puntate rispettivamente).
In Italia, la serie era stata originalmente trasmessa sul canale RaiSat Yoyo dal 1º novembre 2006 con le trasmissioni delle prime due stagioni. La serie fu anche trasmessa intorno al 2008 nel contenitore Cartoon Flakes su Rai Due. Nel settembre del 2009, le due stagioni vennero trasmesse su Rai Gulp. 
Solo dal giugno 2019 che la terza stagione (Let's Go Pocoyo) iniziò ad essere trasmessa su Rai Yoyo dopo quasi dieci anni, con differenti doppiatori italiani. La quarta stagione iniziò ad essere trasmessa sullo stesso canale dal gennaio 2022, assieme la quinta dal 13 gennaio 2025.

### Prima stagione
1. Ombrello, ombrello (Umbrella Umbrella)
2. Che la festa continui, per favore (Drum Roll Please)
3. Si spazza (Swept Away)
4. Chi è al telefono? (Who's on the Phone?)
5. Cerca, Loula, cerca (Fetch Loula Fetch!)
6. La piccola nuvola (A Little Cloud)
7. Un regalo per Elly (A Present for Elly)
8. Si balla (Pocoyo Dance)
9. Il grande starnuto (The Big Sneeze)
10. Un mistero molto intrigante (A Mistery Most Puzzling)
11. Silenzio (Hush)
12. Bolle doppie (Double Bubble)
13. Una chiave per tutto (Key to it All)
14. Riprovaci, Pocoyo (Keep Going Pocoyo!)
15. La sorpresa di Ronfotto (Sleepy Bird's Surprise)
16. Dov'è Pocoyo? (Where's Pocoyo?)
17. Il tamburinaro (Drummer Boy)
18. La grande gara (The Great Race)
19. Non si tocca! (Don't Touch)
20. Orme misteriose (Mistery Footprints)
21. L'annaffiatoio magico (Magical Watering Can)
22. Una tavola su cui divertirsi (Table for Fun)
23. Scintillio (Twinkle Twinkle)
24. Singhiozzo (Hiccup)
25. Il servizio di posta di Pato (Pato's Postal Service)
26. Amore di cucciolo (Puppy Love)
27. La mazza e la palla (Bat and Ball)
28. Elly ha delle macchie (Elly Spots)
29. Su, su e ... addio (Up Up and Away)
30. Una sorpresa per Pocoyo (A Surprise for Pocoyo)
31. Dov'è la palla? (Having a Ball)
32. Super Pocoyo
33. Andiamo ad accamparci (Let's Go Camping!)
34. Pocoyo, Pocoyo
35. La persecuzione di Elly (Elly's Big Chase)
36. Pocoyo ci riesce bene (Pocoyo Gets it Right)
37. Giocolieri (Juggling Balls)
38. Pato pignolo (Fussy Duck)
39. Vita da cani (A Dog's Life)
40. Pocoyolimpiadi (Pocoyolympics)
41. Immagina questo (Picture This)
42. Il compleanno di Balena (Whale's Birthday)
43. Il piccolo amico di Pocoyo (Pocoyo's Little Friend)
44. Colora il mio mondo (Colour My World)
45. Ora di andare a letto (Bedtime)
46. Cosette fra amici (A Little Something Between Friends)
47. Bisogna ridere (Giggle Bug)
48. Cosa c'è nella scatola? (What's in The Box?)
49. I pezzi musicali (Musical Blocks)
50. Dipingimi (Paint Me a Picture!)
51. La bambola di Elly (Elly's Doll)
52. E vissero... come matti per sempre (Wackily Ever After)

### Seconda stagione
1. Signor Gran Papero (Mr Big Duck)
2. Indovina, indovinello (Guess What?)
3. Tutti per uno (All for One)
4. Nuovi amici (Band of Friends)
5. A testa in giù (Upside Down)
6. Il frullatore matto (Mad Mix Machine)
7. Il pasticcione (The Messy Guest)
8. L'alieno (New on the Planet)
9. Il regalo di Pocoyo (Pocoyo's Present)
10. Lezioni di danza con Elly (Elly's Ballet Class)
11. Il palloncino (Pocoyo's Balloon)
12. Il fischietto (Who's Calling Me Now?)
13. Lo scivolo, che paura! (Big Scary Slide)
14. Le scarpe nuove di Elly (Elly's Shoes)
15. Porticine (Duck Stuck)
16. Cos'è questo rumore? (Scary Noises)
17. Una soluzione perfetta (Not in My Backyard)
18. Ronfottino sul vamoosh (Vamoosh on the Loosh)
19. Detective Pocoyo
20. Il monopattino (Scooter Madness)
21. Perduti nello spazio (Lost in Space)
22. Buh (Boo!)
23. Il Guastafeste (Party Pooper)
24. Auguri, Pato! (My Pato!)
25. L'idolo di Ronfottino (Baby Bird Bother)
26. Laviamo Loula (Dirty Dog)
27. Il seme (The Seed)
28. Addio, capellino (Runaway Hat)
29. Pocoyo Invisibile (Invisible Pocoyo)
30. Un Baccano Infernale (Noise to my Ears)
31. Un Baby Sitter per Ronfottino (Baby Bird Sitting)
32. Una Sorpresa Per Tutti (Everyone's Present)
33. Magia Buffa (Magic Act)
34. Il Picnic Dei Misteri (Picnic Puzzle)
35. Il Teatrino (Pocoyo's Puppet Show)
36. L'uovo-Ragno (Pato's Egg)
37. Si Balla! (Dance Off!)
38. Sparisci, Loula! (Get Lost Loula)
39. Scarpette Col Trucco (Sneaky Shoes)
40. Pato-Scatto (Shutterbug)
41. L'alieno Arrabbiato (Angry Alien)
42. Pato Subacqueo (Pato Underwater)
43. Pato Pittore (Pato's Paintings)
44. Mister Mostro (Monster Mystery)
45. Poczilla
46. Elly Sul Ghiaccio (Elly on Ice)
47. Addio, Amico (Farewell Friends)
48. Doppio Gioco (Double Trouble)
49. W i Cavalli! (Horse!)
50. Un Tè Da Elly (Elly's Tea Party)
51. Spettacolini (Talent Show)
52. Filmini-Ricordo (Remember When...)

### Terza stagione (Let's Go Pocoyo)
1. Pocoyo's Band
2. Picnic
3. Pato's Shower
4. The Garden
5. Pato the Postman
6. Colours
7. Ready, Steady, Go!
8. Camping
9. Space Mission
10. Travel with Pato
11. Playtime
12. Tennis Everyone
13. Hide and Seek
14. Party Time
15. Wheels
16. Elly's Bath
17. The Amazing Tower
18. Pocoyo's New Toys
19. Bathing Loula
20. Magic Fingers
21. Cooking with Elly
22. Elly's Market
23. Pato's Bedtime
24. A Hole in One
25. Pocoyo's Camera
26. Painting with Pocoyo
27. Playing Dress Up
28. Magic Box
29. Pocoyo's Restaurant
30. Wake Up, Pocoyo!
31. Ahoy, Pocoyo!
32. Elly's Computer
33. Going to the Beach
34. Big & Small
35. Face Painting
36. Supermarket
37. Elly's Playhouse
38. Pocoyo's Puppet Theatre
39. Up & Down
40. Pocoyo's Breakfast
41. Traffic Jam
42. Pato's Living Room
43. Cinema
44. Elly's New Doll
45. Circus
46. The Best Bedroom
47. Pocoyo Goes to School
48. Art
49. Pocoyo Recycles
50. Down on the Farm
51. Nurse Elly
52. Fishing with Pocoyo

### Quarta stagione

#### Parte uno
1. Holidays
2. Christmas Tree
3. Chicks Dig Me
4. Call Me
5. Muck Struck
6. Nina
7. Hack Attack
8. Hole Lotta Trouble
9. Great Shot!
10. Disco Fleaver
11. House Of Colors
12. Summer Hike
13. Bumbleberry Surprise
14. Are We There Yet?
15. Tourist Trapped
16. Time After Time Before Time
17. Tiny Fun Park
18. Halloween Tales
19. Rock Is A Hard Place
20. Angry Alien Strikes Back
21. Magic Words
22. Sleep Guard
23. Insert Coin
24. Space Postal Service
25. An Alien Christmas Carol
26. Dance Off Part Two

#### Parte due
1. The Grand Final
2. Slippery Pato
3. The Dino Box
4. Pirates
5. The Pink Perfume
6. Robot Pocoyo
7. Pato's Phone
8. Fancy Dress Party
9. Strike!
10. Let's Tidy Up
11. The Balloon
12. The Silence Challenge
13. Overprotective Roberto
14. Pocoyo's Car
15. Inventions
16. My Hero
17. The Rescue
18. Pocoyo's Friend
19. Elly's Picnic
20. Nina Discovers the World
21. The Remote Control
22. The Tennis Racket
23. Nina The Dog Trainer
24. Prank Day
25. I Don't Want to Go to Sleep
26. Winter Games
27. Dragon Island

### Quinta stagione

#### Parte uno
1. Luccichio (Shiny!)
2. Assolo di tromba (Trumpet Solo)
3. La torta di Elly (Pachyderm Cake)
4. Pato... a pezzi (Pato in Pieces)
5. Il re del ping pong (The King of Ping-Pong)
6. Amiche formiche (Ant Buddies)
7. Cambio di guardia (The Change-Up)
8. Le chele (Pincers!)
9. Il balletto di Elly (Elly's Dance)
10. Il baffo di Pocoyo (Pocoyo's Mustache)
11. Il mio turno (My Turn!)
12. Risate contagiose (Sticky Giggles)
13. Il pupazzo di Pato (The Pato Doll)

#### Parte due
1. Detective Pato
2. Pocoyo veterinario (Veterinary Pocoyo)
3. L'Hula Hop (Hula Pato Hoop)
4. Una brutta giornata (A Bad Day)
5. Briciole (Crumbs)
6. Il becco perduto (Little Lost Beak)
7. Che fortuna! (What Luck)

#### Parte tre
1. Fama (Pato the Superstar)
2. Camminata buffa (Walk This Way)
3. Eco (Echo)
4. Etciù (Achoo!)
5. La scatola (Who's in the Box)
6. Che disordine! (Hot Mess)

#### Parte quattro
1. Here's Bea
2. Let it Roll (1)
3. Let it Roll (2)
4. Narrator the Almighty (1)
5. Narrator the Almighty (2)
6. The Forgiven (1)
7. The Forgiven (2)
8. What a Blast!
9. Duck Call
10. The Wild Pato